# Llacuna de l'Otún
La llacuna de l'Otún és un petit llac que rau en el Parc Nacional Natural Los Nevados, al departament de Risaralda de Colòmbia. Es troba a una altitud de 3.900 metres i té una àrea de 1.5 quilòmetres quadrats. El llac és d'origen glacial i s'alimenta del desglaç del Nevado de Santa Isabel. La llacuna de l'Otún és la font del riu Otún, que subministra aigua potable a les ciutats de Pereira i Dosquebradas.
En el llac i nien diverses espècies d'aus amenaçades o en perill d'extinció, com Merganetta armata, Anas flavirostris, Gallinago jamesoni o l'ànec de Jamaica i ha estat declarat zona Ramsar d'importància internacional. També té una gran població de truita arc de Sant Martí, introduïda per a la pesca recreativa i com a atracció per als visitants del llac.